# جلوة عربية
الجلوة العربية أو المردن العربي (باللاتينية: Atractylis arabica) نوع نباتي يتبع جنس الجلوة من الفصيلة النجمية.

## الموئل والانتشار
ينتشر في سيناء.